# Wolfsdorf (Kreis Niederung)
Wolfsdorf (russisch Сенцово Senzowo) war ein Dorf, das im Gebiet des heutigen Rajon Slawsk (Kreis Heinrichswalde) der russischen Oblast Kaliningrad (Gebiet Königsberg) lag.
Wolfsdorf lag an einer Nebenstraße, die heute von Bolschakowo (Groß Skaisgirren, 1938–1946 Kreuzingen) kommend über Gastellowo (Groß Friedrichsdorf) nach Timirjasewo (Neukirch) führt. Bis zur früheren Kreisstadt und heutigen Rajonshauptstadt Slawsk (Heinrichswalde) waren es 13 Kilometer. Eine Bahnanbindung bestand nicht.
Vor 1945 bestand Wolfsdorf (um 1736 noch Wolffsdorff genannt) aus mehreren verstreut liegenden kleinen Höfen. Zwischen 1874 und 1945 war das Dorf in den Amtsbezirk Skirbst eingegliedert, der am 18. April 1939 in „Amtsbezirk Heideckshof“ (russisch: Slobodskoje) umbenannt wurde. Er lag im Landkreis Niederung (1939 bis 1945 Landkreis Elchniederung) im Regierungsbezirk Gumbinnen der preußischen Provinz Ostpreußen. Im Jahre 1910 zählte das Dorf 125 Einwohner. Ihre Zahl stieg bis 1925 auf 149, betrug 1933 noch 133 und 1939 nur noch 128.
Im Jahre 1945 kam Wolfsdorf mit dem nördlichen Ostpreußen zur Sowjetunion und erhielt 1946 die russische Bezeichnung „Senzowo“. In den ersten Nachkriegsjahren wurde das Dorf noch besiedelt, wurde dann jedoch aufgegeben.
Vor 1945 war das überwiegend evangelische Wolfsdorf in das Kirchspiel der  Kirche Neukirch (heute russisch: Timirjasewo) eingepfarrt. Es lag im Kirchenkreis Niederung in der Kirchenprovinz Ostpreußen der Kirche der Altpreußischen Union.